# Cụm tác chiến Biển Đen
Cụm tác chiến Biển Đen (tiếng Nga: Черноморская группа войск) là một đơn vị tác chiến chiến lược tạm thời của Hồng quân Liên Xô, thuộc Phương diện quân Zakavkaz trong Chiến tranh Vệ quốc vĩ đại.

## Thành lập
Cụm được thành lập vào ngày 3 tháng 9 năm 1942 bằng cách chuyển đổi Phương diện quân Bắc Kavkaz thành Cụm tác chiến Biển Đen thuộc Phương diện quân Zakavkaz.

## Lãnh đạo

### Chỉ huy trưởng
- Thượng tướng Ya.T. Cherevichenko.
- Trung tướng I.E. Petrov, từ ngày 17 tháng 10 năm 1942

### Ủy viên Hội đồng quân sự
- Chính ủy cấp sư đoàn, và từ ngày 6 tháng 12 năm 1942, Thiếu tướng S.E. Kolonin (tháng 11 năm 1942 - tháng 3 năm 1943)

## Biên chế
- Tập đoàn quân 18
- Tập đoàn quân 46
- Tập đoàn quân 47
- Tập đoàn quân 56
- Tập đoàn quân Không quân 5

## Chuyển đổi
Ngày 5 tháng 2 năm 1943, Cụm tác chiến Biển Đen được chuyển từ Phương diện quân Zakavkaz sang Phương diện quân Bắc Kavkaz. Vào ngày 15 tháng 3, cơ quan chỉ huy của Cụm tác chiến Biển Đen được giải thể, các đơn vị trực thuộc được chuyển thuộc trực tiếp Phương diện quân Bắc Kavkaz.

## Văn học
- Коллектив авторов. Боевой состав Советской Армии. Часть II. (Январь - декабрь 1942 г.) / Грылев А.Н.. - Военно-Научное управление Генерального Штаба. - М.: Военное издательство Министерства обороны СССР, 1966. - 266 с.
- Коллектив авторов. Боевой состав Советской Армии. Часть III. (Январь - декабрь 1943 г.) / Г.Т. Завизион. - Военно-Научное управление Генерального Штаба. - М.: Ордена Трудового Красного Знамени Военное издательство Министерства обороны СССР, 1972. - 336 с.
- Анохин В.А. Быков М.Ю. Все истребительные авиаполки Сталина. Первая полная энциклопедия. - Научно-популярное. - Москва: Яуза-пресс, 2014. - С. 217. - 944 с. - 1500 экз. - ISBN 978-5-9955-0707-9.
- Феоктистов С. И. В небе Туапсе. - Туапсе, 1995.